# Klimat

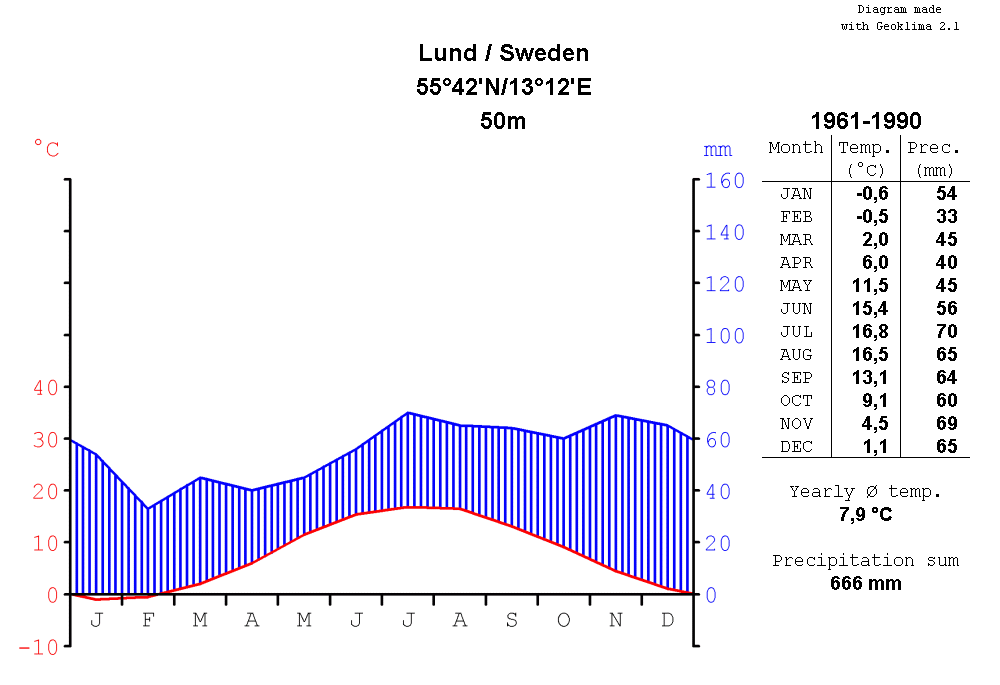
Klimatdiagram Lund 1961-1990; medeltemperatur (röd) och nederbörd (blå).

Med klimat menas de genomsnittliga fysiska förhållandena i atmosfären, temperatur, luftfuktighet, lufttryck, vind, nederbörd, atmosfäriska partiklar och flera olika meteorologiska element på en given ort eller region över längre tidsperioder. Det är dock inte enbart glidande medelvärden som studeras, utan även variansen av dessa samt omfattning och frekvens av extremvärden som analyseras. Medan meteorologer som arbetar med att göra väderprognoser studerar tidsspann på timmar, dagar och veckor, arbetar en klimatolog med mätserier under flera årtionden. Internationellt används ofta snittperioder på minst 30 år för att definiera klimatet i ett område. Under den tiden har cykliska variationer i årstider och tillfälliga variationer mellan åren jämnats ut. För att beskriva klimatet vid en specifik tidpunkt, som ett enskilt år eller en dag, krävs data både före och efter denna punkt. Eftersom klimatet definieras som ett genomsnitt över lång tid, går det därför inte att fastställa hur klimatet "är i dag" — det kan först bedömas i efterhand, när framtida observationer finns tillgängliga.
Forskning om klimat kallas klimatologi och är en del av meteorologin. Paleoklimatologi studerar och beskriver antika klimat. Då direkta observationer av klimat inte finns tillgängliga före 1800-talet utläses paleoklimat från proxyvariabler som innehåller abiotiska bevis såsom sediment som hittas i flodbäddar och iskärnor, och biotiska bevis som trädringar och koraller. Klimatmodeller är matematiska modeller över tidigare, nuvarande och framtida klimat.

## Klimatklassificering
Ett områdes klimat påverkas av dess latitud, terräng, altitud, is- eller snötäcke, såväl som närliggande vattenkroppar och deras strömningar. Klimat kan klassificeras enligt de genomsnittliga och typiska omfattningarna av olika variabler, oftast temperatur och nederbörd. Det finns ett stort antal klimattyper som används för att klassificera klimatet i olika områden.
Jorden delas in i klimatzoner. Traditionellt har man talat om huvudzonerna
- Tropiska klimatzonen
- Subtropiska klimatzonen
- Tempererade klimatzonen
- Arktiska klimatzonen

Man skiljer även mellan kustklimat och inlandsklimat.

### Köppens system

Medeltemperaturen och nederbörden under hela året baserat på data mellan 1961 och 1990. Detta är ett exempel för hur klimatet varierar mellan olika platser och årstider.

Intervallfoto över jorden i månadsintervall från januari till december 2004. Det vita på kartan anger snö eller is.

Det vanligast använda klassifikationsschemat är det som ursprungligen utvecklades av den tyske klimatologen Wladimir Köppen. Köppens system har månatliga värden från temperatur och nederbörd som utgångspunkt. Den vanligast använda formen av Köppens system har fem huvudsakliga klimattyper, indelade i A till E. (A, tropiska regnrika klimat; B, arida (torra) klimat; C, varmtempererade klimat; D, kalltempererade klimat och E, polarklimat.) De huvudsakliga indelningarna kan sedan bli indelade i ytterligare undernivåer, så som regnskog, monsun, tropisk savann, fuktigt subtropiskt klimat, fuktigt kontinentalklimat, kustklimat, medelhavsklimat, stäpp, subarktiskt klimat, tundra, glacialklimat och öken.
Regnskogar är kännetecknade av mycket regn, med ett årsminimum på mellan 1 750 och 2 000 millimeter. Månadsmedeltemperaturen överskrider 18 grader Celsius under årets alla månader.
En monsun är en säsongsbunden vind vilket förekommer under flera månader och inleder ett områdes regntid. Vissa regioner i Nordamerika, Sydamerika, Subsahariska Afrika, Australien och Östasien är monsunsystem.
En tropisk savann är ett gräsmarksbiom i halvtorra till halvfuktiga klimatregioner av subtropiska till tropiska latituder, med genomsnittliga temperaturer som stannar på eller över 18 °C året runt och regn mellan 750 och 1270 mm per år. De finns över stora delar av Afrika, samt i Indien, Sydamerikas nordliga delar, Malaysia och Australien.
Den fuktiga subtropiska klimatzonen där vinterregn (och emellanåt snöfall) associeras med stora stormar som västvindbältena leder från väst till öst. De flesta sommarregnen inträffar under åskväder och från tillfälliga tropiska cykloner. Fuktiga subtropiska klimat ligger på de östliga kontinenterna, ungefär mellan latituderna 20° och 40° grader iväg från ekvatorn.
Ett fuktigt kontinentalklimat markeras av olika vädermönster och en stor säsongsmässig temperaturskillnad. Platser med mer än tre månader av genomsnittliga dagtemperaturer över 10 °C och en kallast månadstemperatur under -3 °C och som inte möter kriterierna för ett öken- eller stäppklimat, klassificeras som kontinentala.
Ett kustklimat finns vanligtvis längs västkusterna vid medellatituderna på alla kontinenter i världen, och i sydöstra Australien, och består av mycket nederbörd hela året runt.
Medelhavsklimat liknar klimatet i medelhavsländerna, delar av västra Nordamerika, delar av västra och södra Australien, i sydöstra Södra Afrika och i delar av centrala Chile. Klimatet karaktäriseras av varma, torra somrar och kalla, våta vintrar.
En stäpp är en torr grässlätt med en årlig temperaturskillnad under sommaren på upp till 40 °C och under vintern ner till -40 °C.
Ett subarktiskt klimat har en liten nederbörd, och månatliga temperaturer på över 10 °C under en till tre månader av året, med permafrost i stora delar av området på grund av de kalla vintrarna. Vintrar inom de subarktiska klimaten består ofta av upp till sex månader av genomsnittliga temperaturer under 0 °C.
Tundran förekommer långt upp på det norra halvklotet, norr om taigan, med vidsträckta områden i nordliga Ryssland och Kanada.
Ett glacialklimat är en region på hög latitud på en planet eller måne som är täckt med is. Istäcken skapas på grund av att dessa regioner får mindre energi i form av solljus från Solen än ekvatoriella regioner, resulterande i lägre yttemperaturer.
En öken är en landskapsform eller region som får väldigt lite nederbörd. Öknar har ofta en stor daglig och säsongsmässig temperaturskillnad, med varma dagar (under sommaren upp emot 45 °C), och kalla nätter (under vintern ner emot 0 °C) på grund av extremt låg luftfuktighet. Många öknar skapas av regnskuggor, då berg blockerar fuktighets- och nederbördsvägarna till öknen.

### Thornthwaites system
Thornthwaite-systemet, utvecklat av C.W. Thornthwaite 1948, utnyttjar evapotranspiration, utöver temperatur och nederbörd, och används för att studera biologisk mångfald och potentiella effekter av klimatförändringar.

### Holdridges livszonssystem

Uppdelning i klimattyper enligt Holdridges livszon-system.

Holdridges livszonssystem publicerades första gången av Leslie Holdridge 1947 och bygger på tre variabler:
- Årsnederbörden
- Biotemperaturens[19] årsmedelvärde
- Kvoten mellan den potentiella evapotranspirationen och den genomsnittliga årsnerderbörden.

## Storleksskalor
Beorende på storleken av det område som studeras görs ofta en uppdelning i fyra ungefärliga "storleksklasser":
- Makroklimat. Horisontell utsträckning över 200 km, vertikal utsträckning från 1 m till 100 km. Det man normalt menar med klimat i dagligt tal.[21]
- Mesoklimat. Horisontell utsträckning 1 - 200 km, vertikal utsträckning från cirka 1 m till 6 km. Det allmänna klimatet inom exempelvis ett landskap.[22]
- Lokalklimat. Horisontell utsträckning från 100 m till 10 km, vertikal från cirka 1 dm till 1 km. Det klimat som bestäms av typiskt lokala faktorer som höjdryggar, vattendrag eller bebyggelse - städer har lokalklimat.[23][24]
- Mikroklimat. Horisontell utsträckning upp till 1 km, vertikal utsträckning från 1 cm till cirka 10 m.[25][26]

Dessa storleksklasser har också olika tidsskalor - ett makroklimat har variationer som kräver studier över tiotals år, medan mikroklimatologiska variationer upprepas vid varje "lägligt tillfälle".

## Klimatförändring

Variation hos temperaturen, mängden stoft och halten koldioxid i atmosfären under de senaste 420 000 åren. Skattade värden från en iskärna i Vostok, Antarktis.

Variation av medeltemperaturen under 500 000 år

Klimatförändring är variationer hos det globala eller regionala klimatet under en viss tidsperiod. Förändringarna speglar utveckling och skillnader hos atmosfärens genomsnittliga meteorologiska förhållanden under tidsperioder som sträcker sig från tiotals till miljontals år. Orsakerna till dessa förändringar kan vara jordens inre processer, externa processer (exempelvis förändring i solaktiviteten) eller, under senare år, mänsklig påverkan.
Under senare tid, särskilt inom miljö- och klimatpolitiken, har termen "klimatförändring" kommit att syfta enbart på nutida förändringar i klimatet, exempelvis den globala uppvärmningen. I vissa fall, exempelvis i FN:s klimatkonvention (UNFCCC), används termen endast för klimatförändringar orsakade av människan. Istället använder UNFCCC termen "klimatvariationer" (climate variability) för naturliga förändringar som inte orsakats av mänskliga aktiviteter.
Jorden har tidigare genomgått kraftiga förändringar i sitt klimat, däribland fyra större istider. Dessa tidsperioder kännetecknas av betydligt lägre temperaturer och att stora landområden täckts av is. Mellan istiderna förekommer så kallade interglaciala perioder som med en högre medeltemperatur. Under istiderna ansamlas stora mängder snö och is som höjer jordytans albedo, något som leder en sänkning i jordens temperatur på grund av ökad reflexion av solens strålar ut i rymden. Ökade halter växthusgaser, exempelvis till följd av vulkanutbrott, kan höja den globala temperaturen och skapa en interglacial period. Anledningarna till att istider bildas kan förklaras genom kontinenternas positioner, variationer i jordens omloppsbana, förändringar i solljusets intensitet och minskad vulkanism.

### Klimatmodeller
En klimatmodell kan vara uppdelad efter ett rutnät längs med jordens yta och luft. Atmosfäriska rörelser och bevarandet av massa, energi och vatten går i linje med de välkända fysikaliska lagarna som kan tydliggöras med matematiska formler och beräkningar.
Klimatmodeller använder kvantitativa metoder för att simulera samspelet mellan atmosfär, hav, land och glaciärer. Metoderna har en rad olika användningsområden, från studiet av väderdynamik till prognostisering av framtida klimat. De flesta klimatmodeller balanserar in- och utgående energi i atmosfären, i form av kort- och långvågig elektromagnetisk strålning. Sker en förändring i denna balans påverkas jordens medeltemperatur.
De mest omtalade modellerna under de senare år är de som förutspår förändringar i klimatet på grund av ökade halter växthusgaser i atmosfären, huvudsakligen koldioxid. Dessa modeller påvisar en uppåtgående trend hos den globala genomsnittstemperaturen, med den kraftigaste temperaturökning i områden vid högre nordliga breddgrader.

## Dokumentering

### Modern

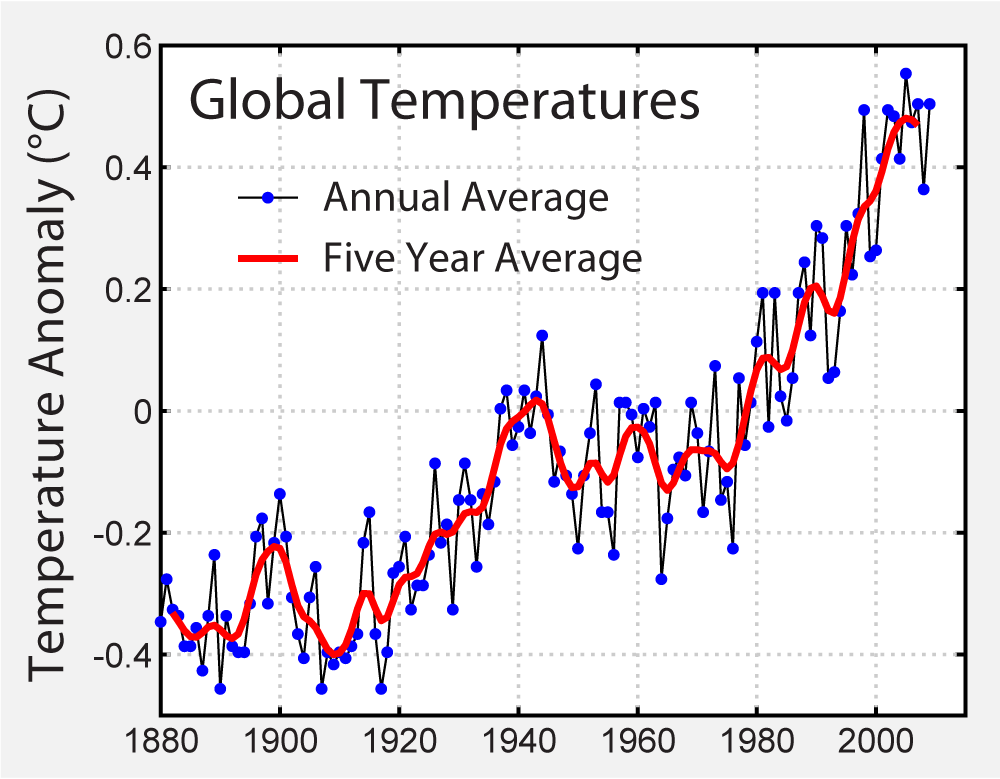
Instrumentell dokumentering av temperaturen under de senaste 120 åren.

Detaljer av hur det moderna klimatet ser ut har dokumenterats genom att mätningar från sådana väderinstrument som termometrar, barometrar och vindstyrkemätare har sammanställts under de senaste seklen. Sedan artonhundratalet har den typen av data även samlats in och organiserats av många regeringar. Vid studier av tidigare århundradens klimat måste dock utrusningens kända fel, den direkta omgivningen och deras utsatthet för väder och vind tas i beaktande.

### Paleoklimatologi
Paleoklimatologi är studien av tidigare klimat över en lång period av jordens historia. För att avgöra hur klimatet tidigare varit används information som fås genom att undersöka exempelvis iskärnor, träringar, sediment, koraller, stenar samt fynd som visar vilka djur och växter som funnits i ett område vid en tidpunkt i jordens historia. Informationen kan visa på perioder av stabilitet och perioder av förändring och kan indikera om förändringar följer mönster såsom regelbundna cykler eller inte, om de sker med en hög hastighet med mera.